# Крижанівський Віталій Троадійович
Віталій Троадійович Крижанівський (17 грудня 1933, місто Біла Церква Київської області — 22 квітня 2007) — український живописець, графік, ілюстратор.

## Біографія

Могила Віталія Крижанівського

Народився 17 грудня 1933 року в Білій Церкві в родині лікаря-терапевта Троадія Крижанівського, який був бібліофілом і збирачем творів мистецтва. Захоплення батька вплинуло на вибір Віталієм професії.
В 1949—1952 роках навчався в Київській художній школі у Олени Яблонської. В 1952—1954 роках навчався в Одеському художньому училищі; в 1967—1965 роках — в Київському художньому інституті (викладачі з фаху Василь Касіян, Сергій Подерв'янський, Леонід Чичкан, Олександр Пащенко).
З 1965 року — учасник багатьох художніх виставок і чотирьох персональних.
Помер 22 квітня 2007 року в Києві. Похований на Лук'янівському цвинтарі разом з родиною (ділянка № 9а, ряд 2, місце 2).

## Творчість
Займався станковим живописом, ілюстрував книги, створив кілька прекрасних графічних серій Києва, зокрема:
- «Інтер'єри старих будинків»,
- «Тіні минулого».

Роботи Віталія Крижанівського зберігаються у музеях та приватних колекціях України та закордоном.